# WTA-toernooi van Monterrey
Het WTA-toernooi van Monterrey is een jaarlijks terugkerend tennistoernooi voor vrouwen dat wordt georganiseerd in de Mexicaanse stad Monterrey. De officiële naam van het toernooi was Monterrey Open tot en met 2016; sinds 2017: Abierto GNP Seguros.
De WTA organiseert het toernooi dat in de categorie "International" ("WTA 250" sinds 2021) valt en wordt gespeeld op hardcourtbanen. De eerste editie werd in 2009 gehouden.
In het enkelspel prolongeerde de winnares van 2010 Anastasija Pavljoetsjenkova haar titel in 2011. In 2013 won zij het toernooi ten derden male; in 2017 een vierde maal. In 2018 en 2019 was de Spaanse Garbiñe Muguruza tweemaal op rij de beste. In 2021 en 2022 deed de Canadese Leylah Fernandez hetzelfde.
In het dubbelspel wist het duo Iveta Benešová / Barbora Záhlavová-Strýcová, dat tijdens de eerste editie al in de finale had gestaan, hun titel uit 2010 in 2011 met succes te verdedigen.

## Officiële toernooinamen
| 2009–2010  | Monterrey Open           |
| 2011–2012  | Whirlpool Monterrey Open |
| 2013–2015  | Monterrey Open           |
| 2016       | Monterrey Open Afirme    |
| 2017–heden | Abierto GNP Seguros      |

## Meervoudig winnaressen enkelspel
| speelster                   | aantal titels | in de jaren            |
| --------------------------- | ------------- | ---------------------- |
| Anastasija Pavljoetsjenkova | 4             | 2010, 2011, 2013, 2017 |
| Garbiñe Muguruza            | 2             | 2018, 2019             |
| Leylah Fernandez            | 2             | 2021, 2022             |

## Finales

### Enkelspel
| Datum      | Naam                     | Cat.          | ($)     | Ondergrond        | Winnares                    | Verliezend finaliste        | Uitslag        |         |
| ---------- | ------------------------ | ------------- | ------- | ----------------- | --------------------------- | --------------------------- | -------------- | ------- |
| 2009-03-02 | Monterrey Open           | International | 220.000 | hardcourt, buiten | Marion Bartoli              | Li Na                       | 6-4, 6-3       | details |
| 2010-03-01 | Monterrey Open           | International | 220.000 | hardcourt, buiten | Anastasija Pavljoetsjenkova | Daniela Hantuchová          | 1-6, 6-1, 6-0  | details |
| 2011-02-28 | Whirlpool Monterrey Open | International | 220.000 | hardcourt, buiten | Anastasija Pavljoetsjenkova | Jelena Janković             | 2-6, 6-2, 6-3  | details |
| 2012-02-20 | Whirlpool Monterrey Open | International | 220.000 | hardcourt, buiten | Tímea Babos                 | Alexandra Cadanțu           | 6-4, 6-4       | details |
| 2013-04-01 | Monterrey Open           | International | 235.000 | hardcourt, buiten | Anastasija Pavljoetsjenkova | Angelique Kerber            | 4-6, 6-2, 6-4  | details |
| 2014-03-31 | Monterrey Open           | International | 500.000 | hardcourt, buiten | Ana Ivanović                | Jovana Jakšić               | 6-2, 6-1       | details |
| 2015-03-02 | Monterrey Open           | International | 500.000 | hardcourt, buiten | Timea Bacsinszky            | Caroline Garcia             | 4-6, 6-2, 6-4  | details |
| 2016-02-29 | Monterrey Open           | International | 250.000 | hardcourt, buiten | Heather Watson              | Kirsten Flipkens            | 3-6, 6-2, 6-3  | details |
| 2017-04-03 | Abierto GNP Seguros      | International | 250.000 | hardcourt, buiten | Anastasija Pavljoetsjenkova | Angelique Kerber            | 6-4, 2-6, 6-1  | details |
| 2018-04-02 | Abierto GNP Seguros      | International | 250.000 | hardcourt, buiten | Garbiñe Muguruza            | Tímea Babos                 | 3-6, 6-4, 6-3  | details |
| 2019-04-01 | Abierto GNP Seguros      | International | 250.000 | hardcourt, buiten | Garbiñe Muguruza            | Viktoryja Azarenka          | 6-1, 3-1, opg. | details |
| 2020-03-02 | Abierto GNP Seguros      | International | 275.000 | hardcourt, buiten | Elina Svitolina             | Marie Bouzková              | 7-5, 4-6, 6-4  | details |
| 2021-03-15 | Abierto GNP Seguros      | WTA 250       | 235.238 | hardcourt, buiten | Leylah Fernandez            | Viktorija Golubic           | 6-1, 6-4       | details |
| 2022-02-28 | Abierto GNP Seguros      | WTA 250       | 239.477 | hardcourt, buiten | Leylah Fernandez            | María Camila Osorio Serrano | 6-7, 6-4, 7-6  | details |
| 2023-02-27 | Abierto GNP Seguros      | WTA 250       | 259.303 | hardcourt, buiten | Donna Vekić                 | Caroline Garcia             | 6-4, 3-6, 7-5  | details |
| 2024-08-19 | Abierto GNP Seguros      | WTA 500       | 922.573 | hardcourt, buiten | Linda Nosková               | Lulu Sun                    | 7-6, 6-4       | details |

### Dubbelspel
| Datum      | Naam                     | Cat.          | ($)     | Ondergrond        | Winnaressen                                    | Verliezend finalistes               | Uitslag          |         |
| ---------- | ------------------------ | ------------- | ------- | ----------------- | ---------------------------------------------- | ----------------------------------- | ---------------- | ------- |
| 2009-03-02 | Monterrey Open           | International | 220.000 | hardcourt, buiten | Nathalie Dechy Mara Santangelo                 | Iveta Benešová B Záhlavová-Strýcová | 6-3, 6-4         | details |
| 2010-03-01 | Monterrey Open           | International | 220.000 | hardcourt, buiten | Iveta Benešová B Záhlavová-Strýcová            | Anna-Lena Grönefeld Vania King      | 3-6, 6-4, [10-8] | details |
| 2011-02-28 | Whirlpool Monterrey Open | International | 220.000 | hardcourt, buiten | Iveta Benešová B Záhlavová-Strýcová            | Anna-Lena Grönefeld Vania King      | 6-7, 6-2, [10-6] | details |
| 2012-02-20 | Whirlpool Monterrey Open | International | 220.000 | hardcourt, buiten | Sara Errani Roberta Vinci                      | Kimiko Date-Krumm Zhang Shuai       | 6-2, 7-6         | details |
| 2013-04-01 | Monterrey Open           | International | 235.000 | hardcourt, buiten | Tímea Babos Kimiko Date-Krumm                  | Eva Birnerová Tamarine Tanasugarn   | 6-1, 6-4         | details |
| 2014-03-31 | Monterrey Open           | International | 500.000 | hardcourt, buiten | Darija Jurak Megan Moulton-Levy                | Tímea Babos Volha Havartsova        | 7-6, 3-6, [11-9] | details |
| 2015-03-02 | Monterrey Open           | International | 500.000 | hardcourt, buiten | Gabriela Dabrowski Alicja Rosolska             | Anastasia Rodionova Arina Rodionova | 6-3, 2-6, [10-3] | details |
| 2016-02-29 | Monterrey Open           | International | 250.000 | hardcourt, buiten | Anabel Medina Garrigues Arantxa Parra Santonja | Petra Martić Maria Sanchez          | 4-6, 7-5, [10-7] | details |
| 2017-04-03 | Abierto GNP Seguros      | International | 250.000 | hardcourt, buiten | Nao Hibino Alicja Rosolska                     | Dalila Jakupović Nadija Kitsjenok   | 6-2, 7-6         | details |
| 2018-04-02 | Abierto GNP Seguros      | International | 250.000 | hardcourt, buiten | Naomi Broady Sara Sorribes Tormo               | Desirae Krawczyk Giuliana Olmos     | 3-6, 6-4, [10-8] | details |
| 2019-04-01 | Abierto GNP Seguros      | International | 250.000 | hardcourt, buiten | Asia Muhammad Maria Sanchez                    | Monique Adamczak Jessica Moore      | 7-6, 6-4         | details |
| 2020-03-02 | Abierto GNP Seguros      | International | 275.000 | hardcourt, buiten | Kateryna Bondarenko Sharon Fichman             | Miyu Kato Wang Yafan                | 4-6, 6-3, [10-7] | details |
| 2021-03-15 | Abierto GNP Seguros      | WTA 250       | 235.238 | hardcourt, buiten | Caroline Dolehide Asia Muhammad                | Heather Watson Zheng Saisai         | 6-2, 6-3         | details |
| 2022-02-28 | Abierto GNP Seguros      | WTA 250       | 239.477 | hardcourt, buiten | Catherine Harrison Sabrina Santamaria          | Han Xinyun Jana Sizikova            | 1-6, 7-5, [10-6] | details |
| 2023-02-27 | Abierto GNP Seguros      | WTA 250       | 259.303 | hardcourt, buiten | Yuliana Lizarazo María Paulina Pérez García    | Kimberly Birrell Fernanda Contreras | 6-3, 5-7, [10-5] | details |
| 2024-08-19 | Abierto GNP Seguros      | WTA 500       | 922.573 | hardcourt, buiten | Guo Hanyu Monica Niculescu                     | Giuliana Olmos Aleksandra Panova    | 3-6, 6-3, [10-4] | details |